# Чащиха (Краснобаковский район)
Чащиха — село в Краснобаковском районе Нижегородской области России. Административный центр Чащихинского сельсовета.

## География
Село находится на северо-востоке Нижегородской области, в зоне хвойно-широколиственных лесов, к западу от реки Ветлуга, при автодороге 22К-2447, на расстоянии приблизительно 1 км (по прямой) к югу от посёлка городского типа Красные Баки, административного центра района. Абсолютная высота — 140 м над уровнем моря.
Климат
Климат характеризуется как умеренно континентальный, с умеренно жарким летом и холодной продолжительной зимой. Среднегодовая температура — 2,9 °C. Средняя температура воздуха самого тёплого месяца (июля) — 18 °C (абсолютный максимум — 37 °C); самого холодного (января) — −13 °C (абсолютный минимум — −45 °C). Безморозный период длится 118 дней. Среднегодовое количество атмосферных осадков составляет около 696 мм, из которых большая часть выпадает в тёплый период.
Часовой пояс
Село Чащиха, как и вся Нижегородская область, находится в часовой зоне МСК (московское время). Смещение применяемого времени относительно UTC составляет +3:00.

## Население
| 2002 | 2010 |
| ---- | ---- |
| 524  | ↘506 |

Национальный состав
Согласно результатам переписи 2002 года, в национальной структуре населения русские составляли 98 %.